# 新驿镇
新驿镇，是中华人民共和国山東省济宁市兖州区下辖的一个乡镇级行政单位。

## 行政区划
新驿镇下辖以下地区：
新驿一村、新驿二村、新驿三村、新驿四村、新驿五西村、新驿五东村、秦村、魏楼村、骆村、胡营村、高吴桥一村、高吴桥二村、高吴桥三村、高吴桥四村、毛辛庄村、王楼村、皇林村、前闫楼村、高村、朱张村、后闫楼村、大庄村、何村、东一村、东二村、东三村、西东村、西西村、堰头村、河湾村、杨营村、徐村、型堂村、后寺村、文兴坡村、高庄村、郭村、刘村、袁村、马楼村、姜村、蔡庄村、葛楼村、孙村、李村、官路村、肖村、苗堂村、王府庄村、范窑村、张窑村、王堂村、韩马村、店子村、赵吕村、董楼村和义和庄村。

## 人口
2010年中国第六次人口普查时，新驿镇共有人口46765人。共有家庭12656户，平均每户3.61人。14岁以下的少年儿童共7587人，占总人口16.22%；15-64岁人口共34497人，占总人口73.76%；65岁及以上的老年人共4681人，占总人口的10.00%。男性共计23850人，占总人口50.99%；女性共计22915人，占总人口49.00%。本地居住的人口中，拥有本地户籍的人口为44711人，占95.60%。